# Ballana
Ballana är ett släkte av insekter. Ballana ingår i familjen dvärgstritar.

## Dottertaxa tillBallana, i alfabetisk ordning[1]
- Ballana abrupta
- Ballana absenta
- Ballana adversa
- Ballana aleta
- Ballana amplecta
- Ballana angula
- Ballana antlera
- Ballana aperta
- Ballana apta
- Ballana arcuata
- Ballana aris
- Ballana arma
- Ballana atela
- Ballana atridorsum
- Ballana attenuata
- Ballana basala
- Ballana bicornis
- Ballana bifida
- Ballana brevidens
- Ballana calcara
- Ballana calcea
- Ballana calipera
- Ballana callida
- Ballana cerea
- Ballana chelata
- Ballana chiragrica
- Ballana chrysothamnus
- Ballana clara
- Ballana coarcta
- Ballana convergens
- Ballana cuna
- Ballana curvata
- Ballana curvidens
- Ballana datuna
- Ballana defecta
- Ballana delea
- Ballana delicata
- Ballana delta
- Ballana dena
- Ballana densa
- Ballana dira
- Ballana directa
- Ballana dissimilata
- Ballana diutia
- Ballana diversa
- Ballana dola
- Ballana dupla
- Ballana effusa
- Ballana elexa
- Ballana extera
- Ballana extrana
- Ballana extrema
- Ballana fatuita
- Ballana filamenta
- Ballana firma
- Ballana flexa
- Ballana gerula
- Ballana hama
- Ballana hebea
- Ballana indens
- Ballana insula
- Ballana ipis
- Ballana knulli
- Ballana languida
- Ballana latera
- Ballana latula
- Ballana letura
- Ballana luxuria
- Ballana mana
- Ballana mera
- Ballana mira
- Ballana nigridens
- Ballana occidentalis
- Ballana omani
- Ballana orleta
- Ballana ornata
- Ballana ortha
- Ballana parallela
- Ballana paridens
- Ballana plena
- Ballana pleura
- Ballana polica
- Ballana prava
- Ballana profusa
- Ballana projecta
- Ballana quira
- Ballana radiata
- Ballana rara
- Ballana recurvata
- Ballana remissa
- Ballana repa
- Ballana seca
- Ballana sera
- Ballana simplex
- Ballana spinosa
- Ballana telora
- Ballana tiaja
- Ballana titusi
- Ballana tolara
- Ballana transea
- Ballana traversa
- Ballana tremula
- Ballana undata
- Ballana ursina
- Ballana valga
- Ballana vapida
- Ballana vastula
- Ballana velosa
- Ballana venditaria
- Ballana verutus
- Ballana vesca
- Ballana vespertina
- Ballana vetula
- Ballana viriosa
- Ballana visalia
- Ballana vivata
- Ballana volsella
- Ballana youngi